# Бедфорд (Огайо)
Бедфорд (англ. Bedford) — місто (англ. city) в США, в окрузі Каягога штату Огайо. Населення — 13 149 осіб (2020).

## Географія
Бедфорд розташований за координатами 41°23′29″ пн. ш. 81°32′8″ зх. д. / 41.39139° пн. ш. 81.53556° зх. д. (41.391289, -81.535628).  За даними Бюро перепису населення США в 2010 році місто мало площу 13,98 км², з яких 13,86 км² — суходіл та 0,13 км² — водойми.

## Демографія
Згідно з переписом 2010 року, у місті мешкали 13 074 особи в 6265 домогосподарствах у складі 3346 родин. Густота населення становила 935 осіб/км².  Було 6951 помешкання (497/км²).
Расовий склад населення:
| - 53,9 % — білих - 41,9 % — чорних або афроамериканців - 0,9 % — азіатів - 0,2 % — корінних американців |

До двох чи більше рас належало 2,5 %. Частка іспаномовних становила 2,0 % від усіх жителів.
За віковим діапазоном населення розподілялося таким чином: 21,2 % — особи молодші 18 років, 61,8 % — особи у віці 18—64 років, 17,0 % — особи у віці 65 років та старші. Медіана віку мешканця становила 41,9 року. На 100 осіб жіночої статі у місті припадало 84,4 чоловіків;  на 100 жінок у віці від 18 років та старших — 80,4 чоловіків також старших 18 років.
Середній дохід на одне домашнє господарство  становив 51 717 доларів США (медіана — 39 626), а середній дохід на одну сім'ю — 62 717 доларів (медіана — 54 692). Медіана доходів становила 40 433 долари для чоловіків та 37 491 долар для жінок. За межею бідності перебувало 11,7 % осіб, у тому числі 14,2 % дітей у віці до 18 років та 13,3 % осіб у віці 65 років та старших.
Цивільне працевлаштоване населення становило 6591 осіб. Основні галузі зайнятості: освіта, охорона здоров'я та соціальна допомога — 26,1 %, виробництво — 15,6 %, роздрібна торгівля — 10,2 %, науковці, спеціалісти, менеджери — 9,3 %.